# Dynastes tytus
Dynastes tytus (Linnaeus, 1763) è un coleottero appartenente alla famiglia degli Scarabeidi (sottofamiglia Dynastinae).

## Descrizione

### Adulto

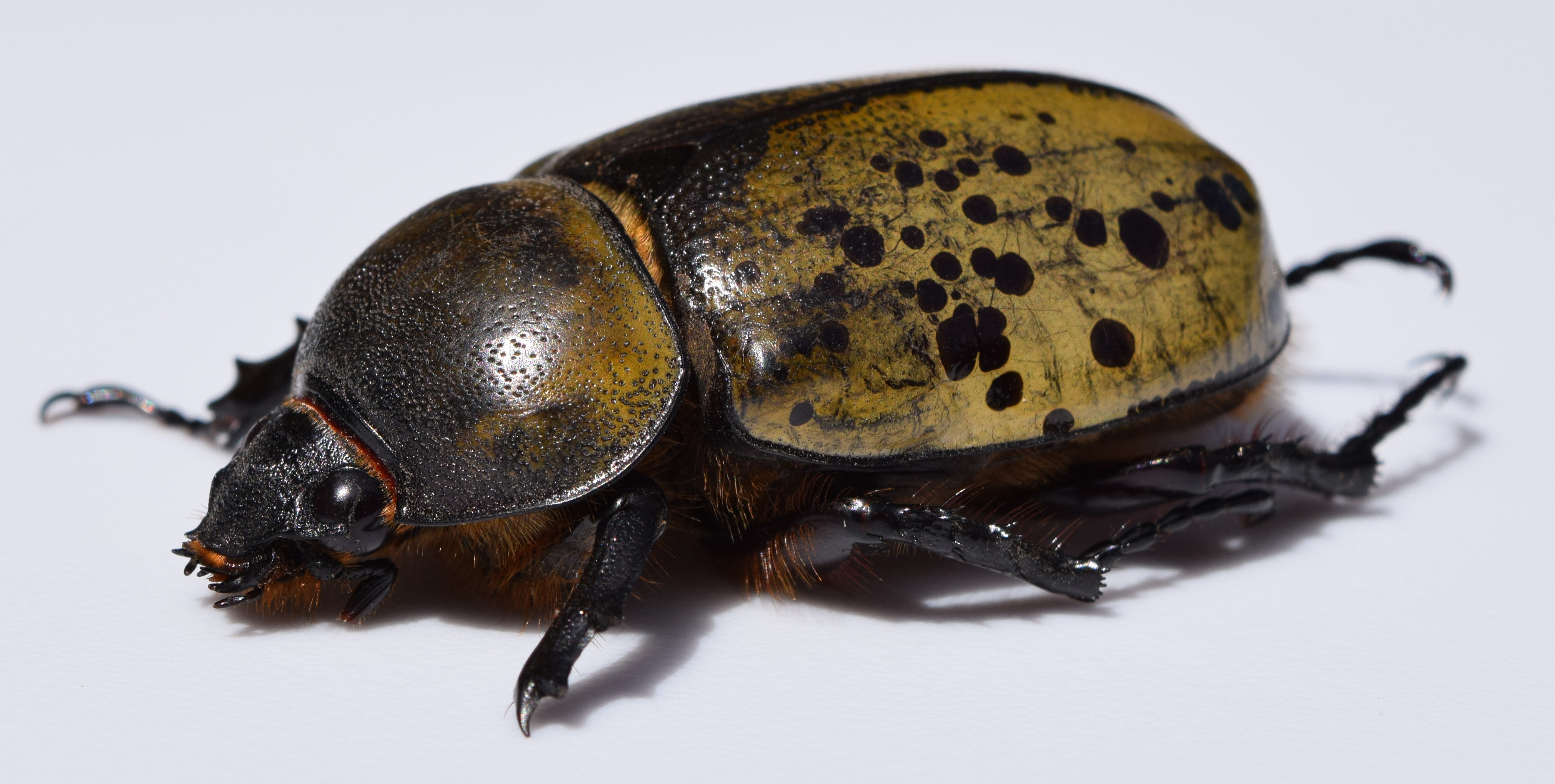
Esemplare femmina.

D. tytus si presenta come un coleottero di grandi dimensioni, con i maschi che oscillano tra i 40 e i 60 mm di lunghezza. Presenta un corpo tarchiato e robusto dalla colorazione giallastra, con punti neri sparsi sul pronoto e sulle elitre. I maschi sono caratterizzati da un corno toracico e un corno cefalico, del tutto assenti nelle femmine.

### Larva
Le larve hanno  l'aspetto di grossi vermi bianchi dalla forma a "C". Presentano il capo e le tre paia di zampe sclerificate. Lungo i fianchi sono posizionati dei forellini chitinosi che servono all'insetto a respirare nel terreno.

## Biologia
D. tytus si può facilmente rinvenire nelle foreste di latifoglie. Gli adulti staccano la corteccia dagli alberi di frassino e ne succhiano la linfa dolce. Le larve crescono all'interno di varie specie di alberi tra cui Quercus sp, Pinus sp., Prunus sp., Robinia e Salix sp. Le larve si sviluppano all'interno di alberi scavati nutrendosi di legno e detriti vegetali in decomposizione. Le larve mangiano per circa 660 giorni e dopodiché costruiscono una cella pupale in cui si trasformano in pupa. Lo sviluppo può durare due o tre anni, compreso lo sfarfallamento degli adulti. Questi ultimi tendono a continuare a riprodursi nello stesso tronco, finché i nutrienti non saranno totalmente esauriti.

## Distribuzione
D. tytus è rinvenibile negli Stati Uniti orientali.